# ルーベン・ニエブラ
ルーベン・O・ニエブラ（Ruben O. Niebla, 1971年12月19日 - ）は、アメリカ合衆国カリフォルニア州インペリアル郡カレクシコ出身の元プロ野球選手（投手）、野球指導者。左投左打。現在は、MLBのサンディエゴ・パドレスの投手コーチを務める。

## 経歴

### 現役時代
1995年に独立リーグであるアトランティック・コーストリーグのガストン・キングクーガーズと契約してプロ入り。その後、2000年まで複数の独立リーグ球団、モントリオール・エクスポズ傘下、ロサンゼルス・ドジャース傘下でプレーした。

### 引退後
引退翌年の2001年よりクリーブランド・インディアンスの組織内で育成担当や傘下のマイナーでコーチを歴任した。2012年は前任者の解任により8月9日からインディアンスの投手コーチに就任し、シーズン終了まで務めた。2013年から7年間はインディアンスの投手コーディネイター、2020年から2年間はインディアンスの投手コーチ補佐を務めた。その間の2019年には11月に開催の第2回WBSCプレミア12メキシコ代表の投手コーチも務めた。
2021年10月27日、2022年シーズンよりサンディエゴ・パドレスの投手コーチに就任することが発表された。

## 詳細情報

### 背番号
- 33（2012年）
- 58（2020年 - 2021年）
- 57（2022年 - ）

### 代表でのコーチ歴
- 2019 WBSCプレミア12 メキシコ代表